# Thomas Corwin Mendenhall
Pour les articles homonymes, voir Mendenhall.
Thomas Corwin Mendenhall, né le 4 octobre 1841 à Hanoverton dans l'Ohio et mort le 28 mars 1924 à Ravenna dans le même État, est un physicien et météorologue américain autodidacte qui fut conseiller étranger au Japon pendant l'ère Meiji. 

## Biographie
Né en 1841 à Hanoverton dans l'Ohio, Thomas Corwin Mendenhall est le fils de Stephen Mendenhall, agriculteur et fabricant de chariot, et de sa femme Mary Thomas. Le couple n'eut qu'un enfant. En 1852, la famille déménagea à Marlboro (en) et Mendenhell devint principal d'une école primaire locale en 1858. Il formalisa ses qualités d'enseignant à l'école normale du Sud-Ouest en 1861 avec la qualification d'Instructor Normalis.
Il enseigna alors dans de nombreux lycées, gagnant une impressionnante réputation, jusqu'en 1873 lorsque, malgré l'absence de diplômes classiques, il fut nommé professeur de physique et de mécanique à l'école d'agriculture et de mécanique de l'Ohio. L'institution devint plus tard l'université d’État de l’Ohio. Mendenhall étant le premier membre de la faculté d'origine. Il épousa Susan Allan Marple en 1870.
En 1878, sur recommandation d'Edward Sylvester Morse, il fut embauché par le gouvernement japonais en tant que conseiller étranger et servit de professeur de physique à l'université impériale de Tokyo. Dans le cadre de cette nomination, il fonda un observatoire météorologique dans lequel des observations régulières furent faites durant son séjour au Japon. Avec l'aide d'un pendule de Kater, il mesura la force de la gravité au niveau de la mer et au sommet du mont Fuji. Mendenhall en déduisit une valeur pour la masse de la Terre qui était proche de celle obtenu par Francis Baily en Angleterre avec une méthode différente. Il réalisa également une série de mesures de la longueur des ondes du spectre solaire avec un large spectromètre. Il commença à s'intéresser aux tremblements de terre et fut l'un des fondateurs de la société sismologique du Japon. Durant son séjour au Japon, il fit également des conférences publiques sur divers sujets scientifiques pour le grand public dans des temples et des théâtres.
De retour dans l'Ohio en 1881, Mendenhall contribua au développement du service météorologique d'État de l'Ohio. Il conçut un système de signal lumineux pour le chemin de fer. Ce système fut plus tard généralisé dans tous les États-Unis et également au Canada.
Il devint professeur à l’US Signal Corps en 1884, faisant des observations régulières de la foudre et étudiant les différentes méthodes pour déterminer la température du sol. Il fut le premier à établir des stations aux États-Unis pour l'observation des tremblements de terre.
Démissionnant en 1886, Mendenhall devint le président de l'institut polytechnique de Rose à Terre Haute dans l'Indiana avant de devenir surintendant de l'U.S. National Geodetic Survey en 1889. Pendant cette fonction, il rendit l'ordonnance de Mendenhall et supervisa la transition du système des poids et mesures vers le système général fondé sur le système métrique anglais. Mendenhall resta un fort partisan de l'adoption de ce système métrique toute sa vie. Il fut également chargé de définir la frontière exacte entre l'Alaska et le Canada. Mendenhall fut président de l'institut polytechnique de Worcester de 1894 à 1901 quand il émigra en Europe.
De retour aux États-Unis en 1912, il fut nommé au conseil d'administration de l'université d'État de l'Ohio en 1919 et est connu pour avoir réussi à faire fermer l'école de médecine homéopathique et pour sa vaine tentative de limiter le nombre de places de l'Ohio Stadium à 45 000 places, prétendant qu'il ne serait jamais en mesure de pourvoir à sa capacité de 63 000 places. Il continua à siéger au conseil d'administration jusqu'à sa mort à Ravenna en 1924 à l'âge de 78 ans.

## Travaux en stylométrie
En 1901, Mendenhall publia l'un de ses premiers ouvrages de stylométrie, la technique d'analyse des styles d'écriture. Invité par une suggestion du mathématicien anglais Auguste De Morgan en 1851, Mendenhall tenta de caractériser le style de différents écrivains grâce à la distribution de fréquence de mots de différentes longueurs. Après avoir produit des statistiques pertinentes, il appliqua sa méthode de « spectre des mots » pour comparer les œuvres de Shakespeare et de Francis Bacon. Il conclut que les résultats ne confirmaient pas les rumeurs voulant que Bacon serait le vrai auteur des pièces attribuées à Shakespeare. Il fut cependant démontré que Mendenhall n'avait pas pris en compte les « différences de genre », ce qui invalidait ses conclusions.

## Récompenses
- Docteur honoris causa de l'université d'État de l'Ohio, (1878)[1]
- Membre de la National Academy of Sciences, (1887)
- Legum Doctor de l'université du Michigan, (1887)
- Président de l'Association américaine pour l'avancement de la science, (1889)
- Médaille géographie Cullum de la Société américaine de géographie (1901)

## Hommages
- La vallée Mendenhall et le glacier Mendenhall à Juneau en Alaska furent nommés en son hommage en 1892
- Le laboratoire Mendenhall sur le campus de l'université d'État de l'Ohio est nommé en son honneur

### Ouvrage de Mendenhall
- (en) Mendenhall, T. C., A Century of Electricity, New York, Houghton, Mifflin and Co., 1887

### Nécrologie
- Science, 11 juillet 1924

### Ouvrage sur Mendenhall
- (en) Alexander, W. H., « Report of the thirtysixth annual meeting of the Ohio Academy of Science », Ohio Journal of Science, vol. 26, no 4,‎ 1926, p. 185-186
- [Anon.] (2001) "Mendenhall, Thomas Corwin", Encyclopædia Britannica, Deluxe CDROM edition
- Carey, C. W. (1999) "Mendenhall, Thomas Corwin", American National Biography, Oxford University Press, 15: 297-298,  (ISBN 0-19-520635-5)
- (en) H. Crew, « Thomas Corwin Mendenhall », Biographical Memoirs of the National Academy of Sciences, vol. 16,‎ 1934, p. 331–315
- Hebra, A. & Hebra, A. J. (2003) Measure for Measure: The Story of Imperial, Metric, and Other Units  (ISBN 0-8018-7072-0)
- (en) Joncich, G., « Scientists and the schools of the nineteenth century: The case of American physicists », American Quarterly, vol. 18(4),‎ 1966, p. 667–685
- Mendenhall, T. C. (Jr.) (1989) American Scientist in Early Meiji Japan: The Autobiographical Notes of Thomas C. Mendenhall,  (ISBN 0-8248-1177-1)
- (en) Williams, C. B., « Mendenhall's Studies of Word-Length Distribution in the Works of Shakespeare and Bacon », Biometrika, vol. 62, no 1,‎ 1975, p. 207–212 (DOI 10.1093/biomet/62.1.207, lire en ligne) (subscription required)